# Argyrolobium rupestre
Argyrolobium rupestre är en ärtväxtart som först beskrevs av Ernst Meyer, och fick sitt nu gällande namn av Wilhelm Gerhard Walpers. Argyrolobium rupestre ingår i släktet Argyrolobium och familjen ärtväxter.

## Underarter
Arten delas in i följande underarter:
- A. r. aberdaricum
- A. r. kilimandscharicum
- A. r. remotum
- A. r. rupestre